# Aiguaviva (Tarragona)
Aiguaviva es una localidad española del municipio de El Montmell, perteneciente a la provincia de Tarragona, en la comunidad autónoma de Cataluña.

## Historia
Hacia mediados del siglo XIX, el lugar era referido como una aldea ya por entonces perteneciente al municipio de Montmell. Aparece descrito en el primer volumen del Diccionario geográfico-estadístico-histórico de España y sus posesiones de Ultramar de Pascual Madoz con las siguientes palabras:

AIGUAVIVA: ald. de la prov. de Tarragona (11 leg.) part. jud. de Vendrell (3), jurisd. y felig. de Montmell (1) sit. en un llano donde le baten libremente todos los vientos, con cielo alegre y clima saludable. Tiene 3 casas dedicadas á la labor, la una de ellas separada de las otras hácia el S., esta es la pendiente de uno de los montes que se elevan en sus inmediaciones cubiertos de bosques; habia una capilla á la cual pasaba á decir misa los dias feriados el cura párroco de la matriz, pero fué derruida durante la última guerra civil; en sus alrededores abundan los manantiales, cuyas aguas reunidas dan impulso á un molino harinero.
(Madoz, 1845, p. 167)

En 2023, la entidad singular de población de Aiguaviva tenía empadronados 67 habitantes, 45 de ellos en el núcleo de población de ese nombre y 22 en diseminado.